# Claude Mithon de Senneville de Genouilly
Pour les articles homonymes, voir Genouilly.
Claude Mithon de Senneville de Genouilly, né le 6 octobre 1725 à Saint-Domingue et mort le 23 mars 1803, est un planteur de canne à sucre à Saint-Domingue et chef d'escadre de la marine française lors de la guerre d'indépendance des États-Unis.

## Biographie
La famille Mithon est originaire de Picardie. Claude Mithon de Genouilly est le petit neveu du flibustier Charles François d'Angennes, fils héritier de Jean-Jacques Mithon de Senneville, commissionnaire de la Martinique en 1697 et premier intendant de Saint-Domingue en 1714. Claude fait prospérer l'habitation Mithon, la sucrerie que la famille possède près de Léogâne, située à la Petite rivière dans la partie française de Saint-Domingue. En France, il achète en bail à rente perpétuelle, en 1769, la seigneurie de Gy à l’abbaye royale de Faremoutiers-en-Brie. 
Son premier vaisseau est en décembre 1763 La Garonne. Il reçoit un brevet de capitaine de vaisseau en 1772. Il est l'un des héros de la guerre d'indépendance des États-Unis en combattant à Ouessant le 27 juillet 1778 contre l’amiral anglais Keppel puis à la Grenade en mai 1779 (victoire française) à différentes batailles dans les Antilles, où il commande l'une des trois escadres françaises et réussit en particulier à fausser compagnie aux vaisseaux anglais de l'amiral Rodney qui avait organisé un blocus, en passant par la Désirade et par Port-Royal de la Guadeloupe ce qui permet de faire diversion. Pour ces faits d'armes il reçoit la médaille de l’ordre de Cincinnatus pour sa participation à la guerre d’indépendance et fut fait chef d’escadre le 20 août 1784.
Le 28 septembre 1793, en pleine Révolution française, il écrit au président du Comité de surveillance de Château-Renard, pour l’avertir qu’il fait un don patriotique de 3 000 livres en assignats et 100 pistoles en numéraires, et précise « quoique presque toute ma fortune soit à Saint-Domingue, qu’elle ait été totalement renversée, sans ressource aucune pour l’avenir vu la proclamation qui y rend tous les nègres libres. »
Son testament du 7 germinal an VIII (1802) déshérite tous ses héritiers au profit de ses deux filles adoptives, née du mariage de son frère Charles Gabriel Mithon et Adélaïde Théodore O’Lary. L'aînée, Adélaïde Caroline, épouse en 1806 Jean Charles Rigault et leur fils sera connu sous le nom Charles Rigault de Genouilly, amiral puis ministre de Napoléon III, qui a reçu le plein soutien de sa mère dans les périodes difficiles de la restauration. 